# (450) Brigitta
(450) Brigitta és un asteroide pertanyent al cinturó d'asteroides descobert el 10 d'octubre de 1899 per Friedrich Karl Arnold Schwassmann i Maximilian Franz Wolf des de l'observatori de Heidelberg-Königstuhl, Alemanya.
Es desconeix la raó del nom.
Forma part de la família asteroidal d'Eos.